# Theodotos (Koroplast)
Theodotos war ein in der ersten Hälfte des 1. Jahrhunderts v. Chr. in Myrina tätiger Koroplast. Von ihm haben sich drei signierte Terrakottastatuetten erhalten, von denen sich zwei in der Berliner Antikensammlung (Psyche Inv.-Nr. TC 8631; Ungedeutete Darstellung Inv.-Nr. TC 8644) und eine im Pariser Louvre (Ephebe Inv.-Nr. 1313) befinden. Darüber hinaus ist er nicht weiter belegt.